# Korra
Korra é a protagonista da série animada da Nickelodeon A Lenda de Korra, de 2011-2014. Ela é a reencarnação do Avatar Aang e a última de um ciclo iniciado pelo primeiro Avatar, o Avatar Wan e pelo espírito de luz Raava.
Korra é apresentada como uma garota rebelde e independente que está sempre disposta a lutar pelos próprios ideais e para ajudar a quem precisa. Ela é, inicialmente, mostrada como uma pessoa impaciente e cabeça-dura, evoluindo e se desenvolvendo no decorrer da série para encontrar seu lugar como Avatar em um mundo recém-órfão de um.
Causou impacto por ter sido uma das primeiras personagens LGBTQIA+ da Nickelodeon e a primeira personagem bissexual da série.

## Impacto
O último episódio da série mostra Korra e sua amiga Asami partindo em uma viagem pelo Mundo Espiritual, com os últimos segundos de cena focados nas duas de mãos dadas e fitando uma a outra, o que, junto com o desenvolvimento das personagens ao decorrer da série, fez com que o fãs acreditassem que poderia ser um indício que as personagem desenvolveriam um relacionamento. Mais tarde, isso foi confirmado por Bryan Konietzko (co-criador da série) em um post do Tumblr, e, em 2021, durante participação em um podcast, ele afirmou que pensava nas duas tendo um relacionamento desde a fase de planejamento da série.  O relacionamento é desenvolvido nos quadrinhos The Legend of Korra: Turf Wars e em sua continuação, Ruins of the Empire.
A cena, apesar de ser mostrada de forma sútil, causou um grande impacto fora das telas por ser uma das primeiras relações queer em desenhos animados, abrindo portas pra que diversos outros casais e personagens LGBT pudessem ser explorados em animações de público jovem. Vários animadores e roteiristas de animações infantis, como The Owl House (que, assim como Korra, apresenta uma protagonista bissexual), já citaram a série e a personagem como uma grande referência em seus trabalhos.

## Poderes e habilidades

Korra tem uma enorme capacidade de dominação da água, por ser seu elemento natural.

- Dobra de elementos: Como Avatar, Korra é a única de sua era que pode dominar todos os quatro elementos, sendo extremamente poderosa no quesito de dominação.[6]
- Modo Avatar: Assim como Aang e seus antecessores, ao entrar no Modo Avatar Korra ganha um grande impulso em seus poderes, além de conseguir dominar os quatro elementos de uma só vez de uma forma mais fácil.[6]
- Conexão espiritual: Ela consegue adentrar no Mundo Espiritual pela meditação.[6]

## Aparições em outras mídias

### Jogos

#### Videogames
- Korra é uma personagem jogável no game The Legend of Korra, lançado para Xbox 360, Playstation 3, Xbox One, Playstation 4 e Microsoft Windows.[7]
- Korra é uma personagem jogável no game The Legend of Korra: A New Era Begins, lançado para Nintendo 3DS.[8]

#### Jogos de tabuleiro
- No jogo de tabuleiro Avatar Legends: The Roleplaying Game, os jogadores podem montar uma campanha baseado na época em que Korra vive, chamada de "The Korra Era".[9]

### Quadrinhos
- Korra é protagonista da HQ The Legend of Korra: Turf Wars[10] e The Legend of Korra: Ruins of the Empire, ambos da editora americana Dark Horse.
- Korra faz uma participação na HQ Beach Wars, lançada no Free Comic Book Day, também lançada pela Dark Horse.[11]